# Kjell Lund
Kjell Lund (Lillehammer, Noruega 18 de junio de 1927 - 17 de agosto de 2013) fue un arquitecto, compositor y cantante noruego. Lund colaboró con Nils Slaatto durante muchos años.

## Vida personal
Lund nació en Lillehammer como hijo del funcionario Arve Johan Lund y Margit Tora Hornes. Se casó con Tove Berg en 1954. Murió en agosto de 2013 en su país de origen Noruega.

## Carrera
Estudió en el Instituto Noruego de Tecnología de donde se graduó en 1950. En 1958, Lund estableció su propio estudio de arquitectura en Oslo (ANS) con Nils Slaatto. Entre sus diseños son Asker City Hall, Chateau Neuf en Oslo, y el modelo del sistema de módulos Ålhytta. Lund también ha diseñado varias iglesias. Entre ellas se encuentra la iglesia y el monasterio de San Hallvard, que fue nombrado uno de los edificios más importantes de la década de 1900.
Él es un miembro honorario de las organizaciones Asociación Nacional de Arquitectos de Noruega, el Instituto Americano de Arquitectos y de la Academia de las Artes Real de Suecia. Fue condecorado Caballero de Primera Clase de la Real Orden Noruega de San Olav en 1985, y también recibió la Medalla Príncipe Eugen.
Entre sus canciones más conocidas son "Her kommer guttemusikken" y "Den store sinte svarte skumle katta til fru Haugen".